# Saison in Kairo
Saison in Kairo è un film del 1933 diretto da Reinhold Schünzel.
Del film, una commedia interpretata da Renate Müller e Willy Fritsch, venne girata anche una versione francese, Idylle au Caire, con George Rigaud a fianco di Renate Müller.

## Produzione
Il film fu prodotto dall'Universum Film (UFA). Venne girato dal gennaio al maggio 1933 in Egitto, al Cairo, a Giza e a Kafr-el-Batran.

## Distribuzione
Distribuito dall'UFA, uscì nelle sale cinematografiche tedesche il 20 luglio 1933.